# Aleksy Fryderyk Chrystian
Alexius Friedrich Christian (ur. 12 czerwca 1767 w Ballenstedt, zm. 24 marca 1834 tamże) – książę Anhalt-Bernburg. Pochodził z dynastii askańskiej.
Urodził się jako syn księcia Anhalt-Bernburg Fryderyka Alberta i jego żony księżnej Ludwiki Albertyny. Na tron wstąpił po śmierci ojca 9 kwietnia 1796.
W chwili kiedy został monarchą jego władztwo było częścią Świętego Cesarstwo Rzymskiego Narodu Niemieckiego. Pozostawało nią do 1806. W latach 1806–1813 wchodziło w skład Związku Reńskiego (Należące do niego państwa były formalnie suwerenne – mogły prowadzić politykę zagraniczną, w praktyce znajdowały się jednak pod przemożnym wpływem cesarza Francuzów Napoleona I. W 1815 zostało członkiem Związku Niemieckiego (będącego luźną konfederacją państw). W 1803 cesarz Franciszek II Habsburg podniósł Anhalt-Bernburg do rangi księstwa udzielnego (Herzogtum) (na temat różnicy pomiędzy Fürst i Herzog zobacz hasło: książę).
Książę Aleksy Fryderyk Chrystian był trzykrotnie żonaty. Po jego śmierci następcą został syn Aleksander Karol.